# Thrakesion
Das Thema Thrakesion (altgriechisch Θρᾳκήσιον θέμα, Thrakēsion Thema), auch bekannt als das Thema der Thrakesier (altgriechisch θέμα Θρᾳκησίων, Thema Thrakēsiōn oder kurz Θρᾳκήσιοι, Thrakēsioi), war ein byzantinisches Thema im westlichen Kleinasien (heutige Türkei). Entweder in der Mitte des 7. oder 8. Jahrhunderts ins Leben gerufen, war es eines der wichtigeren Themen des Byzantinischen Reiches während seiner ganzen Existenz.

## Geschichte
Wie bei vielen Themen ist das exakte Jahr seiner Gründung unklar. Die Thrakesier werden erstmals 711 beschrieben, als ein „Tourmarchēs der Thrakesier“ namens Christopheros in das Thema von Cherson von Kaiser Justinian II. gesandt wurde. Ein befehlshabender Stratēgos wird erst 741 genannt. Man nimmt also an, dass die Thrakesier ursprünglich ein turma des Thema von Anatolien waren. Irgendwann nach 695 wurden sie zu einem Thema aufgewertet; wahrscheinlich in den frühen Jahren des 7. Jahrhunderts. Einige heutige Wissenschaftler wie Ralph-Johannes Lilie und John Haldon meinen aber, dass die Thrakesier mit dem Thracianus exercitus („Thrakische Armee“), die in einem Dekret von 687 erwähnt wird, gleichzusetzen sind, und folglich das Thrakesische Thema eines der ursprünglichen kleinasiatischen Themen war.
Der Name des Themas leitet sich von dem Umstand ab, dass im siebten Jahrhundert die Themen als Ansiedlungsbezirke für die Überreste der oströmischen Armee nach der Islamischen Expansion gegründet wurden: im Falle der Thrakesier die Reste der Feldarmee des magister militum per Thracias. Es lassen sich bekannte Vexillationen aus dem 4./5. Jahrhundert, wie die Palatini der Equites Theodosiaci Iuniores und die auxilium palatinum der Victores als die späteren tourmai der Theodosiakoi und Viktores im 10. Jahrhundert wiederfinden. Somit konnte das thrakesische Thema einige der ältesten byzantinischen Einheiten ins Feld führen. Diese antike Herkunft führte zur Legendenbildung, zum Beispiel berichtet Kaiser Konstantin VII. (regierte 913–959) in seinem Werk De Thematibus, das Thema sei nach Thrakern im 6. Jahrhundert v. Chr. durch Alyattes II. besiedelt worden, woher es seinen Namen habe.
Der erste bekannte Stratēgos des thrakesischen Themas, ein gewisser Sisinnios, unterstützte Konstantin V. (regiert 740–775) gegen den Usurpator Artabasdos (regierte 741–742), wurde aber später von eben jenem Kaiser geblendet, da man ihn des Verrats verdächtigte. Konstantin sorgte für die Ernennung einiger loyaler Strategen, wie die des ikonoklastischen Michael Lachanodrakon. Lachanodrakon begann eine blutige Verfolgung der Ikonophilen, besonders der Mönche, so dass er bis 772 das Mönchtum in diesem Thema weitgehend ausgerottet hatte. Andere bekannte Befehlshaber dieses Themas sind Bardanes Turkos, der in den 790ern sein Stratēgos war und 803 gegen Nikephoros I. (regierte 803–811) rebellierte; Konstantin Kontomytes, der die kretischen Sarazenen beim Berg Latros im Jahr 841 schlug und in die kaiserliche Familie einheiratete; Petronas, der Onkel von Michael III. (regierte 842–867) und führender General des Reiches zwischen 856 und 863; und Symbatios, der zusammen mit dem Strategen des Themas Opsikion, Georgios Peganes, gegen Basileios I., Michaels Protégé, rebellierten.
Im 10. Jahrhundert, als die Gefahr arabischer Plünderzüge schwand, scheinen die Soldaten des Themas an überseeischen Militäroperationen wie der gegen das Emirat von Kreta in den Jahren 911, 949 und 960 beteiligt gewesen zu sein. Durch dieselbe Entwicklung wurde das Thema langsam zum friedlichen Hinterland; im Jahr 1029 erschien die Ernennung des Konstantin Diogenes, dem man Thronambitionen unterstellte, zum Stratēgos den Zeitgenossen als Degradierung und Versuch, seine Macht zu beschränken.
Ein Gutteil des Themas wurde von den Seldschuken im späten 11. Jahrhundert erobert, das Gebiet wurde aber schnell von Johannes Doukas infolge des Ersten Kreuzzugs (1096–1099) zurückerobert. Johannes II. Komnenos (regierte 1118–1143) stellte das Thema in verkleinerter Form unter der Führung eines Doux mit Sitz in Philadelphia wieder her. Die Südhälfte des alten Themas wurde Teil des neuen Themas Mylasa und Melanoudion. Das Thema war eines der letzten, dass an die anatolischen türkischen Beyliks fiel, und diente lange Zeit als Bollwerk gegen deren Plünderzüge. Im frühen 14. Jahrhundert war es dennoch auf ein Gebiet um Smyrna reduziert worden, bis die Stadt 1330 an das Beylik von Aydın fiel.

## Geographie und Verwaltung
Das Thema der Thrakesier umfasste die antiken Landschaften Ionien (die spätrömische Provinz Asia), Lydien, die Nordhälfte von Karien und Teile von Phrygia Pacatiana. Im Westen begrenzte die Ägäis das Thema, welches sich von Ephesos bis Adramyttion erstreckte, im Norden das Thema Opsikion wahrscheinlich am Grenzfluss Kaïkos, im Osten das Thema Anatolikon (irgendwo östlich von Chonai und Laodikeia am Lykos) und das Thema Kibyrrhaiotai im Süden. Das Thema umfasste etwa 20 Städte, von denen viele aber gegenüber ihrer spätantiken Ausdehnung stark geschrumpft waren. Smyrna und Ephesus (zu dieser Zeit auch als „Theologos“ bekannt) waren wahrscheinlich die größten unter ihnen. Der persische Geograph Ibn Chordadhbeh nennt Ephesos als Hauptstadt des Themas; es könnte aber auch Chonae gewesen sein.
Der Stratēgos des thrakesischen Themas war einer der einflussreichsten innerhalb des Themensystems. Er erhielt jährlich 40 Pfund Gold als Sold. Der arabische Geograph Qudama ibn Ja’far berichtet, dass das Thema 6000 Soldaten gehabt habe, während Ibn al-Faqih von 10.000 spricht. Die Küste des Themas stand unter der gemeinsamen Verwaltung des Stratēgos der Thrakesier und desjenigen des Themas von Samos, der von dort Schiffe und Mannschaften rekrutierte.